# Janov Pelorat
Janov Pelorat è un personaggio che compare nei romanzi fantascientifici L'orlo della Fondazione e Fondazione e Terra di Isaac Asimov, che rientrano nel Ciclo della fondazione.
Originario del pianeta Terminus, Pelorat viene presentato come un uomo di mezza età nonché uno storico che studia la storia dell'umanità, per gran parte persa nel tempo, attraverso gli antichi miti del passato. La più grande speranza di Janov è infatti ritrovare la Terra, leggendario pianeta d'origine dell'umanità.
Personaggio legato a lui è sicuramente Golan Trevize a cui lui fa da spalla e consulente quando si tratta di faccende legate ai miti e al passato. Insieme a lui girerà per la galassia visitando innumerevoli pianeti, tra cui Gaia dove incontrerà Bliss che diventerà la sua compagna.